# Mont-de-Vougney
Mont-de-Vougney település Franciaországban, Doubs megyében. Lakosainak száma 195 fő (2022. január 1.). Mont-de-Vougney Orgeans-Blanchefontaine, Battenans-Varin, Maîche, Mancenans-Lizerne és Saint-Julien-lès-Russey községekkel határos.

## Népesség
A település népességének változása:
| Lakosok száma | 68   | 109  | 122  | 156  | 172  | 176  | 186  | 192  | 198  | 195  |
|               | 1968 | 1982 | 1990 | 2006 | 2013 | 2015 | 2017 | 2019 | 2020 | 2022 |